# Ophiuche ancara
Ophiuche ancara là một loài bướm đêm trong họ Erebidae.